# Відшкодування збитків
У загальному праві відшкодування збитків є засобом правового захисту у формі грошової винагороди, яка має бути виплачена позивачеві як компенсація за збитки чи травми. Щоб виправдати компенсацію, позивач повинен довести, що порушення обов’язків спричинило передбачувані збитки. Щоб визнати втрату за законом, вона повинна включати пошкодження майна або психічну чи фізичну травму; чисто економічні втрати рідко визнаються для присудження збитків.
Компенсаційні збитки далі класифікуються на спеціальні збитки, які є економічними збитками, такими як втрата заробітку, пошкодження майна та медичні витрати, і загальні збитки, які є неекономічними збитками, такими як біль і страждання та емоційний стрес. Замість того, щоб бути компенсаційним, збитки за загальним правом можуть бути номінальними, зневажливими або показовими.

## Історія
Серед саксів грошова вартість, яка називається золотом Верґельд, призначалася кожній людині та кожній частині власності в Салічній правді. Якщо майно було вкрадено або хтось був поранений чи вбитий, винна особа мала сплатити позолоту як відшкодування родині жертви або власнику майна.